# Садовая-Самотёчная улица
Садо́вая-Самотёчная у́лица находится между Лиховым переулком и Самотёчной площадью, часть Садового кольца, на севере центра Москвы. Вторая часть названия происходит от бывшего Самотёчного пруда. Является продолжением Садовой-Каретной улицы, переходит в Садовую-Сухаревскую улицу.

## История
Возникла в 1816—1820 годах. В XVIII веке в районе современной улицы находились владения князей Волконских, Щербатовых, других московских аристократов. От этого времени сохранилось, в частности, правое строение владения № 8, выдержанное в стиле ампир. Большинство строений погибло во время пожара 1812 года. Памятником послепожарной Москвы является деревянный дом (владение № 20).

Во второй половине XIX — начале XX вв. улица застроена каменными доходными домами. В 1938 году улица была расширена и реконструирована. В 1967 году завершено строительство Самотёчной эстакады (от Лихова переулка до кинотеатра «Форум» на Садовой-Сухаревской улице).

## Примечательные здания и сооружения
По нечётной стороне
- № 1 — здание Главного управления ГИБДД по г. Москве
- № 3 — Центральный театр кукол имени С. В. Образцова (1970—1971, архитекторы Ю. Н. Шевердяев, А. П. Мелихов, В. И. Уткин, инженеры Б. Новиков, С. Пылаева, художник-технолог А. Тихомиров, часы — скульптор Д. М. Шаховской)[2]. В сквере у здания театра установлен памятник С. В. Образцову[3].
- № 3а — жилой дом (1971, архитекторы Ю. Н. Шевердяев, А. П. Мелихов, В. И. Уткин)
- № 5 — жилой дом (1953, архитектор М. С. Жиров)[2]
- № 7 — доходный дом (1915, архитектор С. Ф. Воскресенский)[2]. Здесь жили писатель Н. Н. Шпанов[4], режиссёр и телеведущий Г. Е. Гурвич[5].
- № 9 — жилой дом (1939—1940, архитекторы Л. И. Савельев, О. А. Стапран)[2]
- № 11 — жилой дом (конец 1920-х — начало 1930-х годов)[6]
- № 15 — жилой дом (1915, архитектор С. Ф. Воскресенский)[1]

По чётной стороне
- № 2 — доходный дом А. В. Шугаевой (1913, архитектор В. Н. Волокитин)[2]
- № 6 — дом М. В. Малич (В. Г. Малича) (1898, архитектор Ф. О. Шехтель) — перестроен в 1905 году архитектором Г. А. Гельрихом. Здесь жил конферансье Б. С. Брунов[7].
- № 8 — особняк Клаповского (В. И. Писемской) (1817; 1834 — фасад; 1898—1900 — дворовый флигель, пристройка к главному дому и перестройка интерьеров особняка, архитектор Ф. Н. Кольбе)[2]
- № 10 — нижние этажи дома возведены в начале XX в. для женской гимназии Калайдович, в 1930-х годах здание надстроено двумя этажами и получило новое оформление[1]. Ныне здание занимает Министерство строительства и жилищно-коммунального хозяйства Российской Федерации
- № 12/2 — дом на месте, где находилась городская усадьба (владение Валуева), которая с 1824 года была в собственности Варвары Петровны Тургеневой, матери И. С. Тургенева.
- № 14, стр. 1 — особняк (1881, архитектор М. Г. Пиотрович, строительство осуществлял архитектор В. А. Коссов), объект культурного наследия регионального значения. Здание, до недавнего времени занимало посольство Ливана[8].